# Fry Canyon
Fry Canyon war eine kleine Siedlung im San Juan County (Utah), USA, am Ausgang des Fry Canyon, südlich dessen Mündung in den White Canyon. Sie ist heute verlassen und weitgehend planiert.
Während der 1950er Jahre wurde im Ort Uranerz angereichert, was den Boden mit Uran, Kupfer und Radium verseuchte.
Die gleichnamige  Schlucht beginnt nahe der Utah State Route 95 mit der Frylette (eine kurze Slot-Passage). Er ist ein Nebencanyon des White Canyon, in den er mündet.